# Потімков Юрій Стефанович
Ю́рій Стефа́нович Потімко́в (нар. 1 серпня 2002, Харків, Україна) — український футболіст, захисник клубу «Кудрівка».

## Життєпис
Народився в Харкові. У ДЮФЛУ з 2014 по 2020 рік виступав за харківські клуби «Металіст», «Арсенал», «Металіст 1925» та «Авангард».
У 2020 році виступав у чемпіонаті Харківської області за «Авангард». У липні 2021 року підписав контракт з «Металістом 1925», де спочатку виступав за юнацьку команду. За дорослу команду харків'ян дебютував 22 листопада 2021 року в програному (0:2) виїзному поєдинку 15-го туру Прем'єр-ліги України проти рівненського «Вереса». Юрій вийшов на поле на 81-ій хвилині, замінивши Артура Западню.